# Alaimus similis
Alaimus similis is een rondwormensoort uit de familie van de Alaimidae.